# Emrah Klimenta
Emrah Klimenta (pronunciación en montenegrino: [klǐmeːnta]; Rožaje, RS de Montenegro, Yugoslavia; 13 de febrero de 1991) es un futbolista montenegrino. Juega de defensa o centrocampista y su equipo actual es el Las Vegas Lights de la USL Championship de Estados Unidos.

## Trayectoria
Creció en los Estados Unidos, y comenzó a jugar fútbol en este país. Aunque a nivel juvenil pasó por los clubes europeos del MŠK Žilina y el FC Ingolstadt 04, antes de regresar a Norteamérica y jugar por el Bay Area Ambassadors de la NPSL.
En marzo de 2014, Klimenta se unió al Sacramento Republic FC de la USL luego de una exitosa prueba. En este club comenzó a jugar de defensa.
En enero de 2018 fichó por el LA Galaxy de la MLS. Fue liberado del club en junio de 2018 y regresó a Sacramento.
El 4 de abril de 2019 fichó por el Reno 1868 de la USL.
El 14 de diciembre de 2019 fichó por el San Diego Loyal SC, nuevo equipo de la USL para la temporada 2020.

## Selección nacional
En mayo de 2016 recibió su primer llamado a la selección de Montenegro, y debutó internacionalmente el 29 de mayo contra Turquía. Con esto, Klimenta es el primer jugador del Sacramento Republic en ser llamado a su selección siendo jugador del club.

## Estadísticas
Actualizado al último partido disputado el 12 de marzo de 2020.
| Sacramento Republic FC Estados Unidos | 2.ª           | 2014          | 29  | 2 | 2 | 1 | - | -  | 31  | 3  |
| Sacramento Republic FC Estados Unidos | 2.ª           | 2015          | 27  | 1 | 2 | 1 | - | -- | 29  | 2  |
| Sacramento Republic FC Estados Unidos | 2.ª           | 2016          | 14  | 2 | 1 | 0 | - | -  | 15  | 2  |
| Sacramento Republic FC Estados Unidos | 2.ª           | 2017          | 28  | 4 | 3 | 0 | - | -  | 31  | 4  |
| Sacramento Republic FC Estados Unidos | 2.ª           | 2018          | 11  | 0 | - | - | - | -  | 11  | 0  |
| Sacramento Republic FC Estados Unidos | Total club    | Total club    | 109 | 9 | 8 | 2 | 0 | 0  | 117 | 11 |
| LA Galaxy Estados Unidos              | 1.ª           | 2018          | 2   | 0 | 1 | 0 | - | -  | 3   | 0  |
| LA Galaxy Estados Unidos              | Total club    | Total club    | 2   | 0 | 1 | 0 | 0 | 0  | 3   | 0  |
| LA Galaxy II Estados Unidos           | 2.ª           | 2018          | 2   | 0 | - | - | - | -  | 2   | 0  |
| LA Galaxy II Estados Unidos           | Total club    | Total club    | 2   | 0 | 0 | 0 | 0 | 0  | 2   | 0  |
| Reno 1868 Estados Unidos              | 2.ª           | 2019          | 18  | 0 | 0 | 0 | - | -  | 18  | 0  |
| Reno 1868 Estados Unidos              | Total club    | Total club    | 18  | 0 | 0 | 0 | 0 | 0  | 18  | 0  |
| San Diego Loyal Estados Unidos        | 2.ª           | 2020          | 2   | 0 | - | - | - | -  | 2   | 0  |
| San Diego Loyal Estados Unidos        | Total club    | Total club    | 2   | 0 | 0 | 0 | 0 | 0  | 2   | 0  |
| Total carrera                         | Total carrera | Total carrera | 133 | 9 | 9 | 2 | 0 | 0  | 142 | 11 |
| (1) Incluye datos de la US Open Cup   |               |               |     |   |   |   |   |    |     |    |

## Vida personal
Klimenta nació en  Rožaje, Montenegro, durante la época de la Yugoslavia socialista. Junto a su familia migró a Mainz, Alemania, y en 1999 se fueron a los Estados Unidos. En América vivió en Oakland, California, y luego se mudó a Walnut Creek, California.